# Palau de la Batlia
El palau de la Batlia, o dels Jàudenes, és situat a la plaça de Manises de València, al barri de la Seu. És la seu de la Diputació Provincial de València. Fou declarat Monument Històric Artístic el 1962.
Adossat al palau de la Scala (segle xvi), també propietat de la Diputació, tanquen la plaça junt el palau de la Generalitat Valenciana, situat enfront d'ambdós palaus.

## Descripció

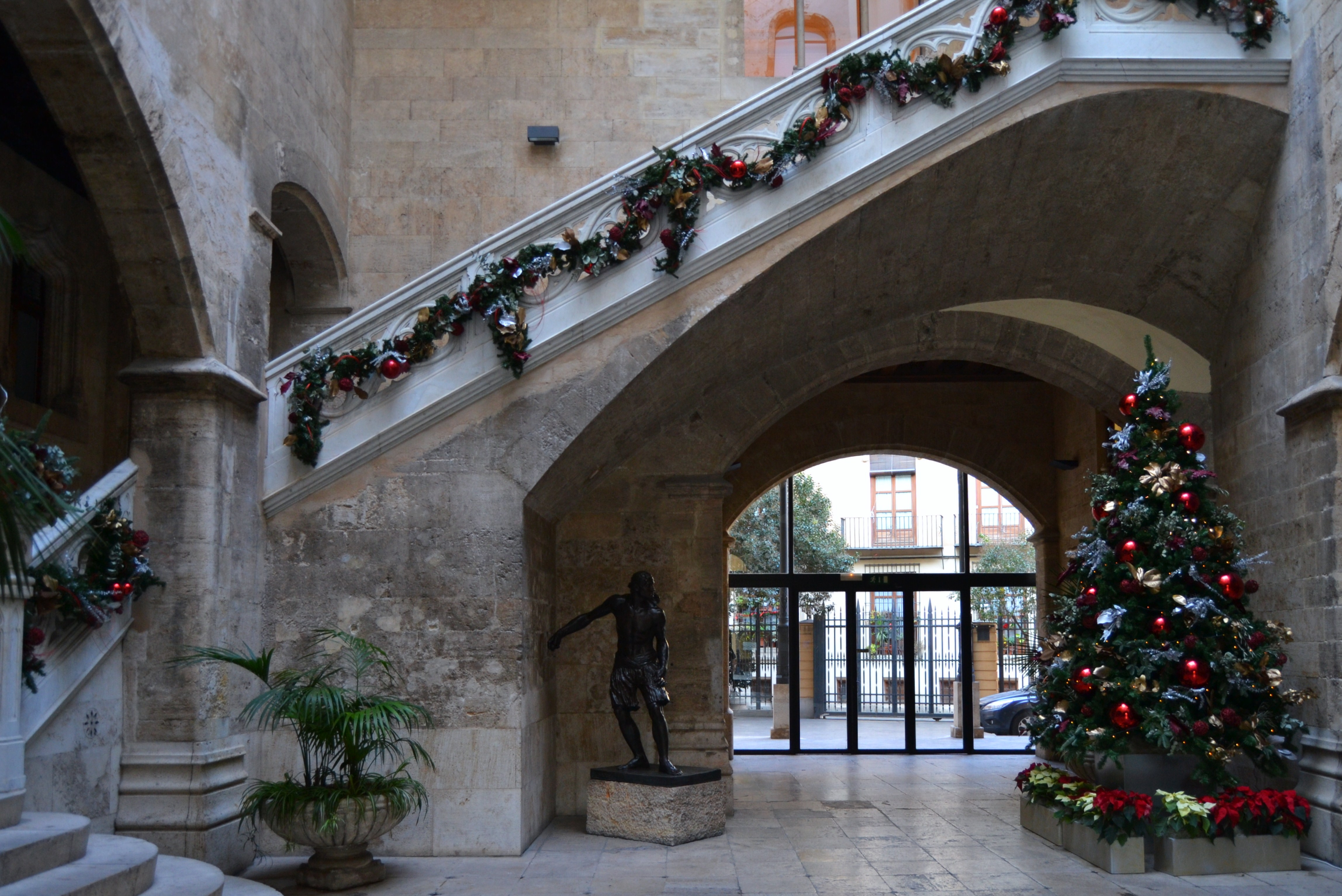
Escala del pati del palau

El palau de la Batlia és un dels pocs edificis civils que ha sobreviscut de l'època foral valenciana. Representa un esquema palatí a l'entorn d'un pati central, on estudis arqueològics han constatat l'aparició de restes d'una construcció original dels segles xiv o xv. És a principis del xvi quan es remodela el pati construint els grans arcs de pedra i, probablement l'escala, obra de mestre competent i coneixedor dels avanços d'estereotomia desenvolupats en la dècada del 1490 per Pere Comte. El 1666, s'incorpora l'hort, s'hi construeix l'arc d'eixida, i s'aprecia diferència amb els existents en la solució de les bases dels pilars.
Cap al 1840, l'edifici va haver de ser adquirit per a transformar-se en seu de la Batlia i residència del procurador general del rei, i s'hi escometé sis anys més tard una sèrie d'obres d'intervenció sobre l'antiga residència dels Ferrer. A partir del 1868, data de supressió de la institució de la Batlia General, l'edifici experimentarà alteracions en la seua imatge, i s'arribà a la demolició de la façana del carrer de Serrans. El 1883, és adquirit per Josep Jaumandreu i Sitges, que encarrega al mestre d'obres Vicent Alcayne la reedificació del palau. L'accés principal a l'edifici es produeix des de la plaça de Manises, espai representatiu actual molt diferent en la seua traça i dimensions al que existia en origen. És de suposar, per açò, que quan Alcayne presenta la seua proposta al llavors propietari, projecte mantenir com a element significatiu la portada renaixentista de pedra, i plantege la repetició d'obertures en la façana que recau al carrer de Serrans.
Posteriorment, l'immoble va ser adquirit per la família Jàudenes, comtes de Zanoni, i és en aquest cas l'arquitecte Lluís Ferreres, el 1904, l'encarregat de les obres de renovació en façana (incorporant l'escut familiar) i al jardí. En el primer terç del segle xx, hi intervé José Manuel Cortina, fonamentalment, amb l'execució dels ampits de marbre de l'escala principal i entresòl, d'estil neogòtic.
El 1952, la Diputació Provincial va adquirir el palau, i destinà el pis principal per a la instal·lació del Museu de Prehistòria i la planta baixa i entresòl com a oficines d'Hisenda. Les obres d'habilitació es van desenvolupar entre els anys 1955 i 1962, i en fou el responsable l'arquitecte Lluís Albert, el projecte del qual actuava a l'entorn del pati. Va ser reprès pels arquitectes Peñin i Stuyck, en la intervenció realitzada entre 1978 i 1986, i conserva el seu ús institucional.